# Cambridge Optical Aperture Synthesis Telescope
Il Cambridge Optical Aperture Synthesis Telescope (o COAST) è un interferometro astronomico ottico multielemento con delle linee base lunghe fino a 100 metri, che utilizza una sintesi di apertura per osservare le stelle con una risoluzione angolare di un millesimo di secondo d'arco; genera pertanto delle immagini con una risoluzione più alta di quella che è possibile ottenere con un singolo telescopio, come il Telescopio Spaziale Hubble. Il limite principale di questo complesso di strumenti è che può riprendere solo stelle luminose. Il COAST fu il primo interferometro multielemento ad ottenere delle immagini ad alta risoluzione della superficie di stelle esterne al nostro sistema solare; in precedenza, la superficie delle stelle era stata ripresa, a risoluzione inferiore, utilizzando l'interferometro a maschera di apertura del William Herschel Telescope.
L'allineamento del COAST fu ideato da John E. Baldwin e realizzato dal Cavendish Astrophysics Group; è situato nel Mullard Radio Astronomy Observatory nel Cambridgeshire, nel Regno Unito.